# Campionatul de Fotbal al României 1910/1911
Druhý ročník Campionatul de Fotbal al României 1910 (Rumunského fotbalového mistrovství) se konal od 17. října do 6. února 1911. Oficiální název zněl Cupa Hans Herzog 1910–1911.  
Turnaje se zúčastnily opět tři kluby. Byly to dva kluby z Bukurešti (CS Olympia Bukurešť a Colentina AC București) a také jeden klub z Ploješti (United Ploiești). Vítězem turnaje se stal CS Olympia Bukurešť, který byl v tabulce lepší než soupeři.